# Rock in Rio (album)
Rock in Rio je živé album heavymetalové skupiny Iron Maiden. Bylo nahráno během festivalu Rock in Rio v brazilském Rio de Janeiro. Na jejich vystoupení přišlo okolo 250 000 lidí - což je nejvíce v historii kapely, hlavně díky návratu zpěváka Bruce Dickinsona a kytaristy Adriana Smitha. Mnoho fanoušků považuje toto album za nejlepší živák kapely.

## Seznam skladeb
| Disk 1 | Disk 1                 | Disk 1 |
| Pořadí | Název                  | Délka  |
| ------ | ---------------------- | ------ |
| 1.     | Intro                  |        |
| 2.     | The Wicker Man         |        |
| 3.     | Ghost of the Navigator |        |
| 4.     | Brave New World        |        |
| 5.     | Wrathchild             |        |
| 6.     | 2 Minutes to Midnight  |        |
| 7.     | Blood Brothers         |        |
| 8.     | Sign of the Cross      |        |
| 9.     | The Mercenary          |        |
| 10.    | The Trooper            |        |

| Disk 2 | Disk 2                  | Disk 2 |
| Pořadí | Název                   | Délka  |
| ------ | ----------------------- | ------ |
| 1.     | Dream of Mirrors        |        |
| 2.     | The Clansman            |        |
| 3.     | The Evil That Men Do    |        |
| 4.     | Fear of the Dark        |        |
| 5.     | Iron Maiden             |        |
| 6.     | The Number of the Beast |        |
| 7.     | Hallowed Be The Name    |        |
| 8.     | Sanctuary               |        |
| 9.     | Run to the Hills        |        |

## Sestava
- Bruce Dickinson - zpěv
- Dave Murray - kytara
- Janick Gers - kytara
- Adrian Smith - kytara, zpěv
- Steve Harris - Baskytara, zpěv
- Nicko McBrain - bicí
- Michael Kenney - klávesy